# ウズベキスタンのスポーツ

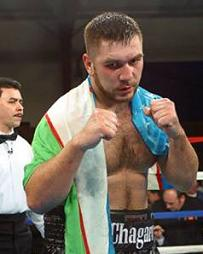
世界ボクシング選手権で金メダルを獲得した『ルスラン・チャガエフ』

ウズベキスタンのスポーツでは、ウズベキスタンにおけるスポーツ事情について記述する。

## 概要
歴史を通じ、ウズベキスタンでは馬術やレスリング（palvins）などが盛んであった。ウズベキスタン発祥のスポーツとしては、国技であるクラッシュがあり、派生スポーツとしてベルボグリ・クラッシュ、トゥロン、ボイクルガンがある。ウズベキスタンで人気のあるスポーツとしては、他にサッカー、ボクシング、レスリング、柔道がある。

## オリンピック
1991年の独立以後、ウズベキスタンは夏季オリンピックと冬季オリンピックに出場しており、大会ごとに出場人数を伸ばしている。これまでに最も多くメダルを獲得した夏季大会は2016年リオデジャネイロオリンピックの13個、最も多くのメダルを獲得した競技はボクシングの15個である。冬季大会は1994年リレハンメルオリンピックで初めて金メダルを獲得し、夏季大会は2000年シドニーオリンピックで初めて金メダルを獲得している。

## スポーツ一覧

### サッカー
ウズベキスタン国内でサッカーは圧倒的に1番人気のスポーツとなっている。1992年にプロサッカーリーグの「ウズベキスタン・スーパーリーグ」が創設され、全14クラブが所属している。リーグの最多優勝クラブはパフタコール・タシュケントである。ウズベキスタンサッカー連盟はアジアサッカー連盟（AFC）に加盟しており、AFCチャンピオンズリーグなどのAFCが主催する国際大会に出場している。AFCカップの2011年大会において、ナサフ・カルシが同国サッカー界初の国際大会優勝を達成している。
サッカーウズベキスタン代表はFIFAワールドカップの本大会への出場歴はないものの、AFCアジアカップの2011年大会では4位に躍進するなど、アジア地域の大会においては好成績を残すこともある。また、U-23代表はAFC U-23選手権2018で初優勝を飾っている。さらに近年では、エルドル・ショムロドフがイタリア・セリエAでプレーしている。

### テニス

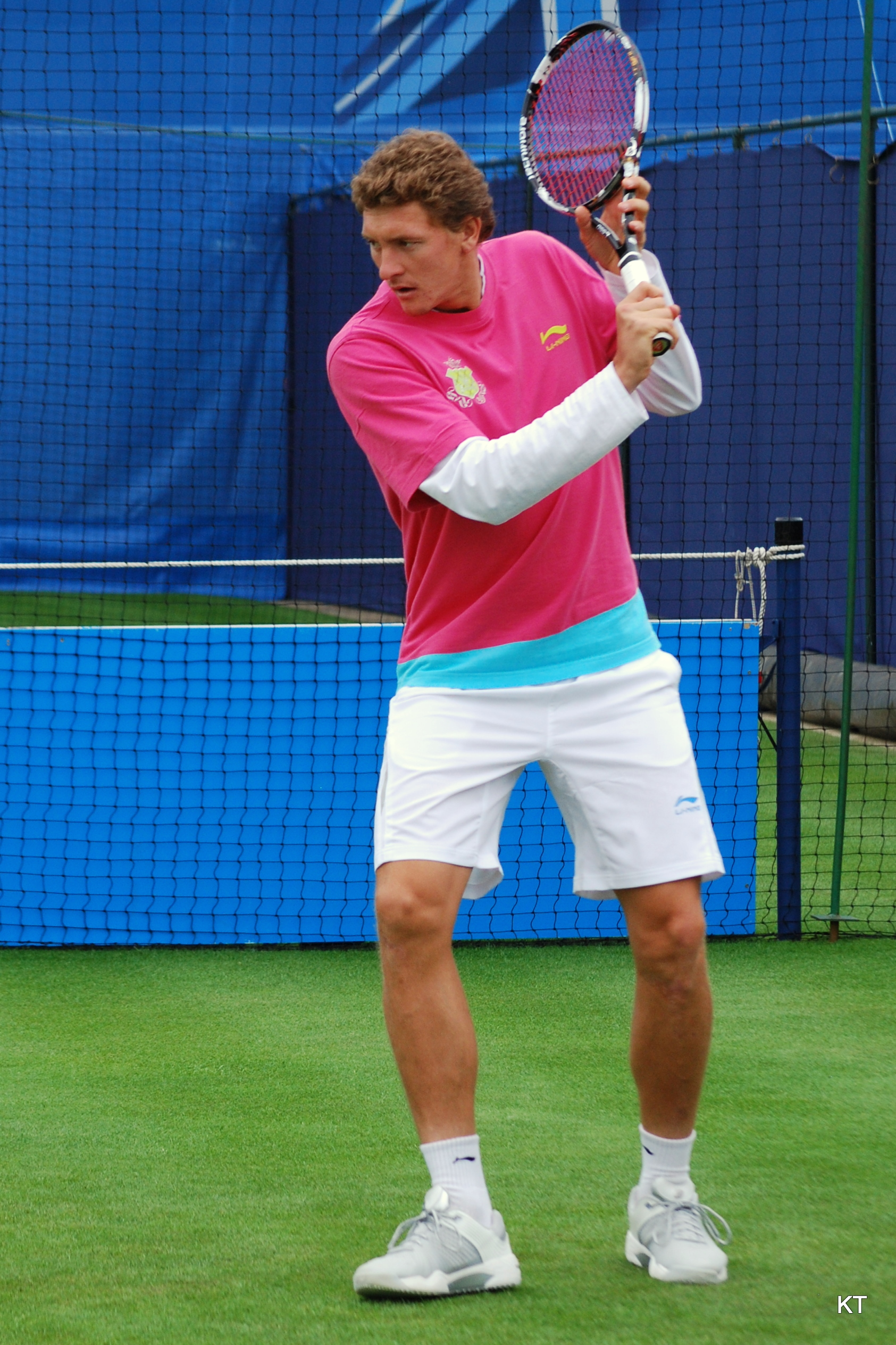
デニス・イストミン

独立以降男女ともツアーレベルに到達した選手を数人輩出しており、男子では1990年代から2000年代に活動したオレグ・オゴロドフがウズベキスタン国籍の選手として男女通じて初のグランドスラムシングルス本戦出場を果たし、当地最初の国際的な実績を残したテニス選手として知られたが、オゴロドフの引退した2000年代中盤に登場したデニス・イストミンは2012年ウィンブルドン選手権男子シングルスでウズベキスタン人男子として初めて4回戦進出を果たす等、アジアトップレベルの選手としてオゴロドフを遥かに上回る実績を残し活躍している。
1994年にアジアテニス連盟に加入し、男子国別対抗戦デビスカップへの参戦を開始したデビスカップウズベキスタン代表もこの2人が中心となってアジア域内で急速に力をつけていき、参戦から3年で最下位カテゴリのアジア/オセアニアゾーン・グループⅢから域内最上位カテゴリとなるアジア/オセアニアゾーン・グループⅠに到達。以降2013年現在までこのゾーンから陥落することは無く、域内強国の一つと見做されている。更にこの間オゴロドフがエースとして率いた1998年から2001年までの4年間と、イストミンがエースとなって率いた2009年と2012年の計6度、ワールドグループ・プレーオフにも進出しているもののいずれも敗退しており、最上位カテゴリであるワールドグループへの昇格は2013年現在果たせていない。
女子では1990年代後半から2000年代前半にかけて活躍したイロダ・ツルヤガノワが当地最初の本格的なプロテニス選手としてWTAシングルスランキング最高16位を記録する等目覚ましい実績を残し、それに続く選手として2000年代に登場したアクグル・アマンムラドワもツルヤガノワに次ぐ実績を残しながら2013年現在も活動している。

### アイスホッケー
ウズベキスタンには現在アイスホッケーの代表チームが結成されていないが、ソビエト連邦時代の1986年、アイスホッケーウズベキスタン代表が結成され、ラトビア代表と1試合だけ試合を行ったことがある。

### バスケットボール
バスケットボールウズベキスタン代表が結成されている。アジア大会の最高成績は9位、アジア選手権の最高成績は7位である。

### ラグビー
1991年に独立するまでラグビーソビエト連邦代表として活動していたが、独立以後は2001年にウズベキスタンラグビー連盟が結成され、ラグビーウズベキスタン代表も同時に結成された。

### ハンドボール
ハンドボールはウズベキスタン国内で人気のあるスポーツである。ハンドボールウズベキスタン女子代表は1997年に世界選手権に出場し、21位という成績を残している。